# Aesara
Aesara von Lucania (griechisch Αἰσάρα Aisara; 4. oder 3. Jahrhundert v. Chr.) war eine pythagoreische Philosophin und Autorin von Über die menschliche Natur, wovon ein Fragment bei Stobaeus erhalten ist.

## Leben
Aesara ist nur noch aus einem einseitigen Fragment ihres philosophischen Werkes mit dem Titel Über die menschliche Natur bekannt, das von Stobaeus erhalten wurde. Ihr Heimatort Lucania war ein antiker Bezirk Süditaliens und Teil der Magna Graecia, wo viele pythagoreische Gemeinden existierten. Aesara wird zu den Pythagoräern gezählt, die nach ihrer Vertreibung aus Crotona im 5. Jahrhundert v. Chr. über das Land verstreut lebten. Es wird vermutet, dass ihr Name eine Abwandlung des Namens Aresa ist, die laut einer nicht von der Mehrheitsgesellschaft geteilten Überlieferung eine Tochter von Pythagoras und Theano war.

## Werk
Über die menschliche Natur ist in der für die Zeit bis zum 3. Jahrhundert v. Chr. charakteristischen dorischen Prosa geschrieben, wobei nicht ausgeschlossen werden kann, dass das Werk zu einem späteren Zeitpunkt in einem archaischen Stil geschrieben wurde. Behauptungen, dass das Fragment eine neopythagoreische Fälschung aus der römischen Zeit sei, wobei dies zumindest implizieren würde, dass es eine frühere pythagoreische Philosophin namens Aesara von Lucania gegeben haben müsste, die es wert wäre, nachgeahmt zu werden, oder dass das Fragment als pseudoepigraphe Schrift in einem Lehrbuch einer der neuausgerichteten Nachfolgeschulen des Archytas von Tarent in Italien im 4. oder 3. Jahrhundert v. Chr. erstellt worden sei, gelten als nicht belegt.
Aesara argumentiert, dass man die philosophische Grundlage für Naturrecht und Moral durch Studium der eigenen menschlichen Natur (und insbesondere der menschliche Seele) verstehen könne:
Die Natur des Menschen scheint mir dem Gesetz und der Gerechtigkeit als Vorbild gedient zu haben,
und das sowohl im einzelnen Haus, als auch in der Stadt.
Aesara teilt die Seele in drei Teile: den Verstand, der Urteile fälle und das Denken ausführe, den Geist, der Mut und Stärke beinhalte, und das Begehren, das Liebe und Freundlichkeit hervorbringe:

Da sie dreifach ist, ist sie entsprechend in drei Funktionen organisiert: In das, was Urteilsfindung und das Nachdenken bewirkt [der Verstand], das, welches Stärke und Handlungsfähigkeit bewirkt [der Geist], und das, was Liebe und Freundlichkeit bewirkt, welches das Begehren ist.

Diese Dinge, die göttlich seien, stellten die rationalen, mathematischen und funktionalen Prinzipien dar, die in der Seele wirken. Aesaras Naturrechtstheorie betrifft drei Anwendungsbereiche der Moral, die das Individuum, die Familie und die sozialen Institutionen sind.
Die Pythagoreer waren als Gemeinschaft bekannt dafür, Frauen in ihre Reihen aufzunehmen. Dies entspricht jedoch nicht unbedingt den modernen Vorstellungen von Gleichheit; sie glaubten, dass Frauen für die Schaffung von Harmonie und Gerechtigkeit im Haus verantwortlich seien, so wie Männer, welche die gleiche Verantwortung gegenüber dem Staat hätten. In diesem Zusammenhang betrachtet, ist Aesaras Naturrechtstheorie grundlegend für Gerechtigkeit und Harmonie in der Gesellschaft insgesamt.

## Referenzen
- Plant Ian: Women Writers of Ancient Greece and Rome: An Anthology. Hrsg.: Equinox. 2004, ISBN 1-904768-02-4 (amerikanisches Englisch).

- Waithe Mary Ellen: A History of Women Philosophers: Volume I: Ancient Women Philosophers, 600 BC–500 AD. Hrsg.: Springer. 1987, ISBN 90-247-3368-5 (amerikanisches Englisch).